# 破体
破体（はたい）、破体書（はたいしょ）は、書道技法のうちのひとつで、一紙面上に2つ以上の字体を組み合わせて作品を完成させる技法。
英語表記は、HATAI。

## 解説
書体には、楷書をはじめ、行書、草書、また中国で古くから使われている金文、隷書、篆書、契文があり、仮名では片かな、平がな、変体がながあるが、それらの書体を自由に組み合わせて一つの作品を完成させる書芸術である。
破体は、中唐時代に顔真卿が書いた裴将軍詩碑が有名で、一文中を楷書、行書、草書各体で書く破体書となっている。

## 代表作品
- 破体の傑作は中国では盛唐、日本では平安中期に存在していたが、その後長い空白期間があった。
- 日本では、飛鳥時代（606年ごろ）聖徳太子が書いた『法華義疏』は、楷書、行書、草書で書いてある破体作品である。
- 平安時代に、空海が書いた『益田池碑』は、金文、隷書、草書の破体作品である。
- 平安時代に、小野道風が書いた『玉泉帖』は、楷書、行書、草書で書いてある破体作品である。
- 昭和時代に、松本筑峯が、顔真卿が書いた『裴将軍詩碑』の破体の造形美に魅せられ、徹底的に探究、方勢（隷書）と円勢（金文・篆書・草書）を組み合わせて表現する書法を確立し、現在に甦らせた。
- 松本筑峯の破体の特徴は、作品に必ず金文を使用し、方勢と円勢を組み合わせて作品を完成させることである。
- 中国周時代に用いられた金文は、書体の根源であり、金文の活用によってイメージ表現の書となる。